# Hanedoes
Hanedoes is een buurtschap in de gemeente Hollands Kroon, in de Nederlandse provincie Noord-Holland.
Hanedoes ligt in de hoek van Langereis met de Zuiderweg. Ook de straat/buurt Unjer(weg) wordt vaak tot Hanedoes gerekend, net als een deel van Langereis dat net als de straat Hanedoes zelf onder Oude Niedorp valt. Dat dorp ligt ten noordwesten van de buurtschap. Recht tegenover Hanedoes, aan de overkant van de Langereis is de buurtschap De Snip gelegen.
Dorpen en gehuchten: Anna Paulowna · Barsingerhorn · Breezand · Den Oever · Haringhuizen · Hippolytushoef · De Haukes · Kleine Sluis · Kolhorn · Kreil · Kreileroord · Lutjewinkel · Middenmeer · Moerbeek · Nieuwe Niedorp · Nieuwesluis · Oosterklief · Oosterland · Oude Niedorp · Slootdorp · Smerp · Stroe · De Strook · Terdiek · Tolke (deels) · Van Ewijcksluis · Vatrop · 't Veld · Verlaat (deels) · Westerklief · Westerland · Wieringerwaard · Wieringerwerf · Winkel · Zijdewind

Buurtschappen: Blokhuizen · Dam · De Belt · De Bomen · De Elft · Emaus · Gelderse Buurt · De Gest · Groetpolder · Hanedoes · De Heid · De Hoelm · Hogebieren · Hollebalg · De Kampen · Langereis (deels) · De Leijen · Lutjekolhorn · Mientbrug · Noord-Stroe · Noordburen · Noorderbuurt · De Normer · Poolland · Spoorbuurt · Tin · Vennik (deels) · Wateringskant · De Weel (deels) · De Weere · Westeinde  · Zandburen

Noord-Holland: Steden en dorpen    Nederland: Provincies · Gemeenten